# 白川通

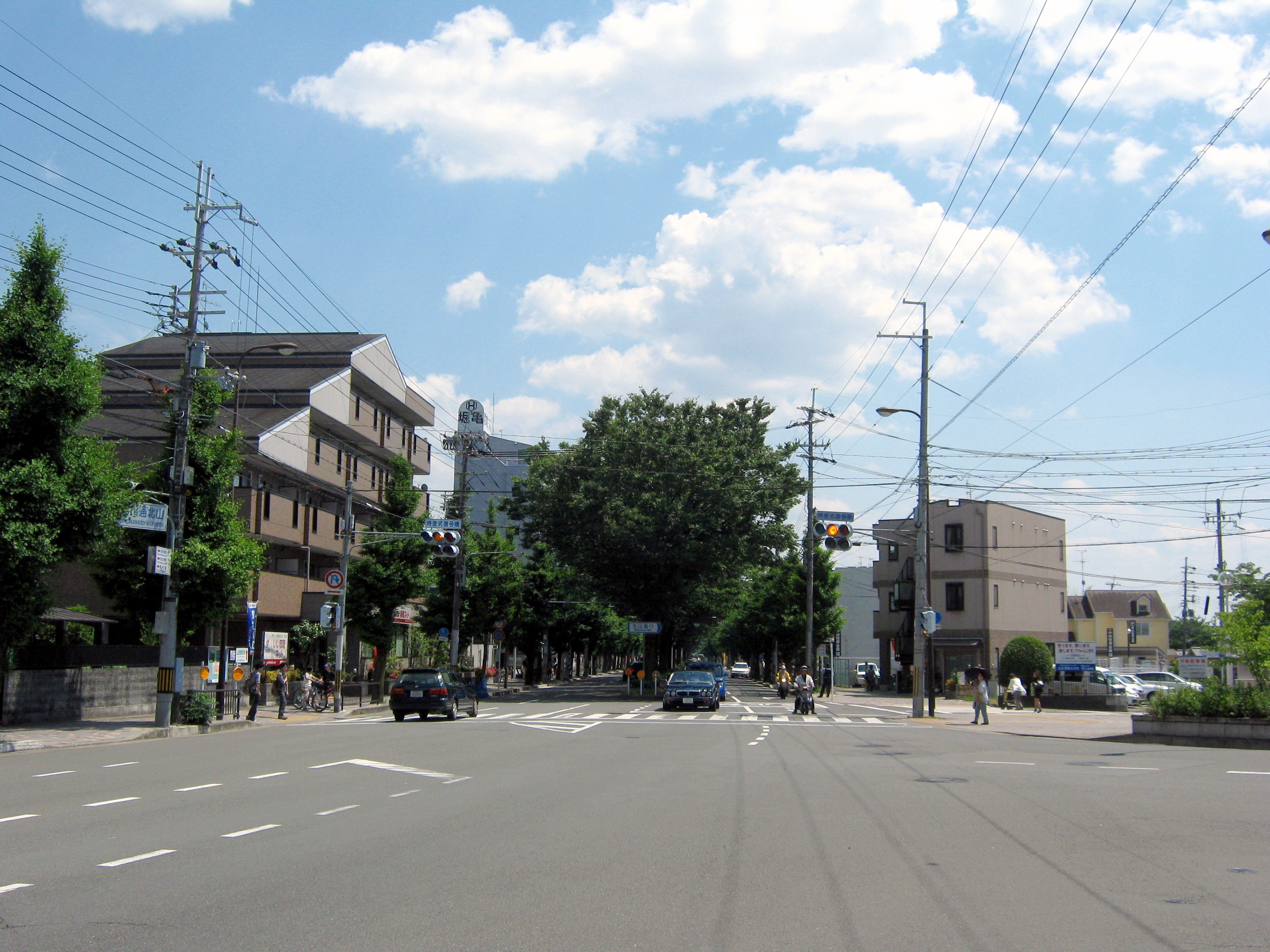
白川通、北山通との交差点付近、京都市左京区

白川通（しらかわどおり）は、京都市の主要な南北の通りの一つ。

## 概要
東大路通よりさらに東に位置する南北の幹線道路であり、北は宝ヶ池通から南は仁王門通（南禅寺前）まで。鴨川支流の白川沿いを通る。
今出川通（銀閣寺道）から北山通（修学院道）にかけてイチョウとケヤキの街路樹がある。沿道にはレストランやカフェ、ブティック、アンティークな店やエスニック料理店など北山通と並ぶファッションストリートとなっている。東鞍馬口通との交点である上終町（かみはてちょう）には京都芸術大学があり、京都大学の学生の下宿街でもあり若年者で賑わっている。また、北大路通以北から周辺には田畑も残っている。
宝ヶ池通より丸太町通との交点である東天王町までは4車線で、花園橋交差点から宝ケ池駅付近で川端通を分岐するまでの約300mの区間は国道367号、北大路通 - 仁王門通間は京都市道182号蹴上高野線となっている。宝ヶ池駅南側にある叡山電鉄叡山本線との交差地点は自動車専用の立体交差が存在する。
丸太町通 - 仁王門通間は2車線で、春秋の観光シーズンには鹿ヶ谷通と共に南禅寺や永観堂への参拝客のタクシーや観光バスがひしめき合い、付近はしばしば渋滞となる。同区間のうち丸太町通 - 二条通間は京都市営バスの5号系統が運行しているが、観光のピークシーズンには渋滞を避けて迂回運行する場合がある。

## その他
明治末年から昭和初期にかけて整備された。
北白川学区の北部は1934年（昭和9年）前後の区画整理で整備され、12間道路と言う呼び名があった。
戦後、1958年（昭和33年）11月に北白川上終町・一乗寺間が、1961年（昭和36年）10月に一乗寺・修学院間が、1967年（昭和42年）9月に修学院幡枝線「山端跨線橋」を含む修学院鹿ノ下町・岩倉幡枝町の道路新設・立体交差化が竣工した。

## 沿道の施設
- 叡山電鉄 - 宝ケ池駅
- 赤山禅院 - 修学院離宮道東入
- 修学院離宮 - 修学院離宮道東入
- 叡山電鉄 - 修学院駅 - 北山通西入
- 曼殊院 - 曼殊院道東入
- 一乗寺下り松 - 曼殊院道東入
- 詩仙堂 - 曼殊院道東入
- 狸谷山不動院 - 曼殊院道東入
- 京都造形芸術大学 - 東鞍馬口通
- 銀閣寺 - 今出川通東入
- 永観堂
- 京都市動物園
- 琵琶湖疏水記念館 - 仁王門通上ル

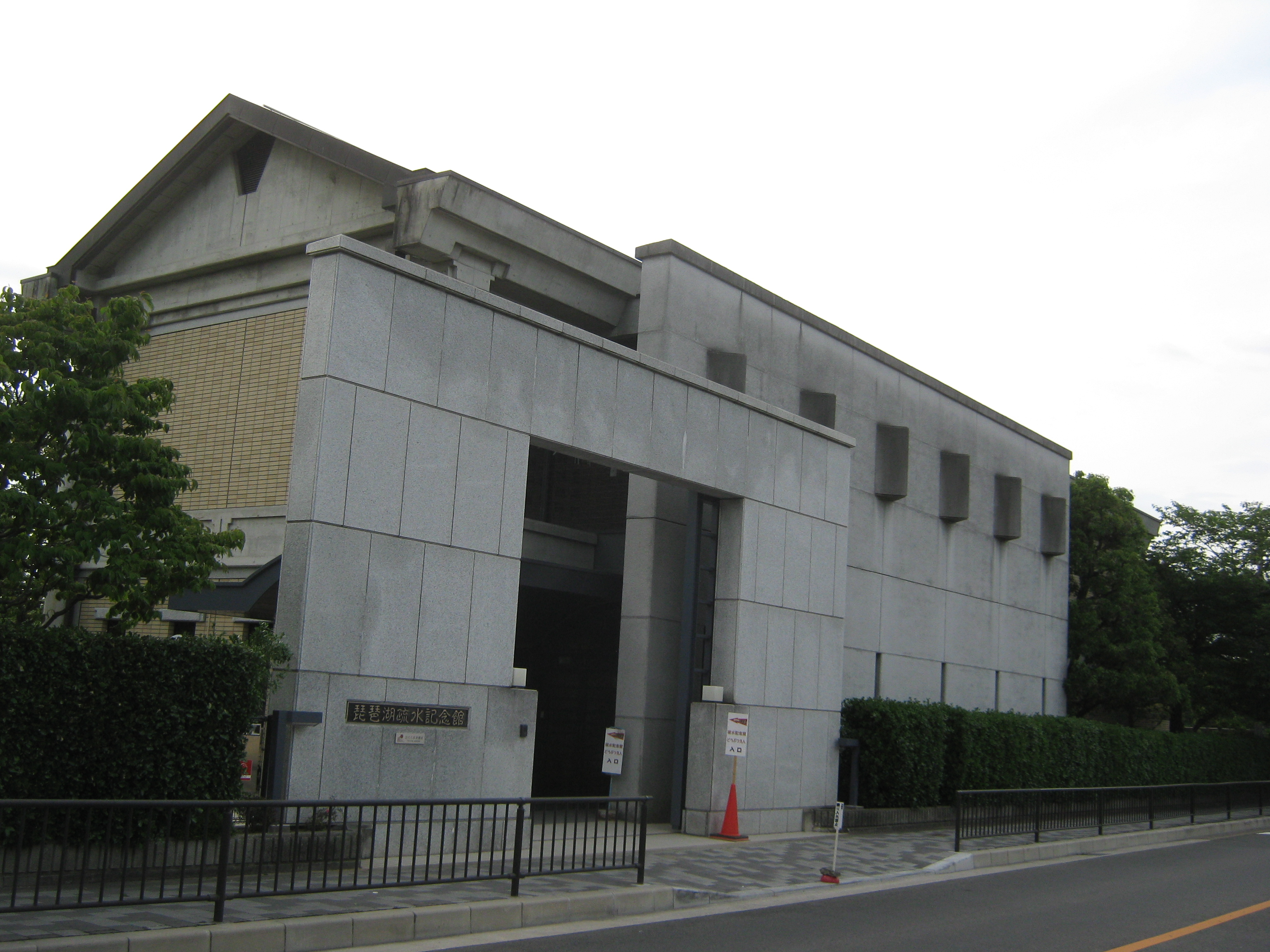
琵琶湖疏水記念館、京都市左京区

- 琵琶湖疏水蹴上インクライン - 仁王門通角
- 南禅寺 - 仁王門通北東
- 京都市国際交流会館 - 仁王門通西入
- 京都市営地下鉄東西線 - 蹴上駅 - 仁王門通東入

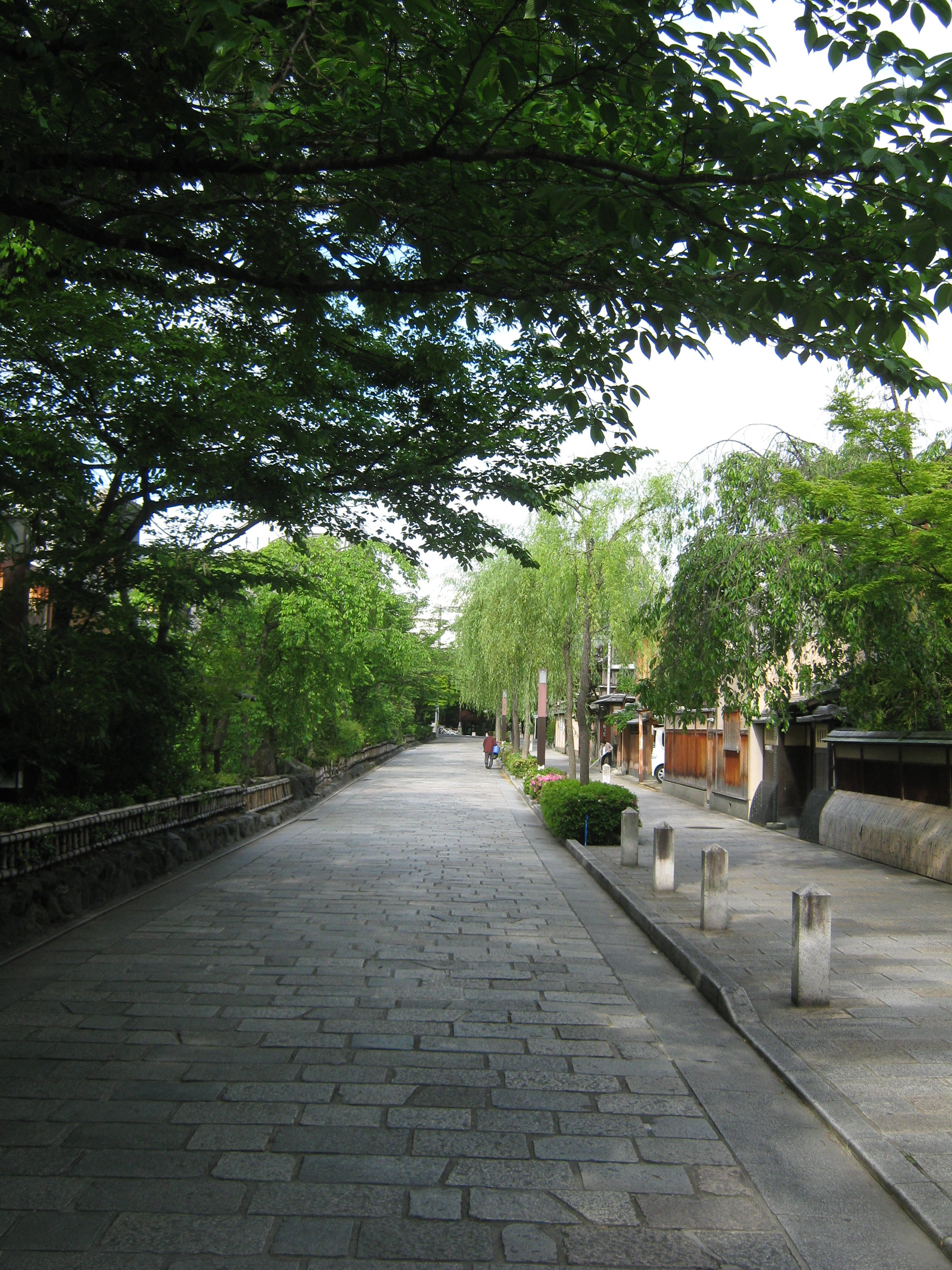
白川南通、京都市東山区

## 白川通（祇園）
白川を下った祇園にも白川通はある。
祇園での白川はクランク状に流れているため、東大路通と花見小路通間を東西に流れる白川沿いの通りが白川北通、巽橋から縄手通までが白川南通に分かれており、特に白川南通の巽橋から大和大路通（縄手通）までの区間の大部分は、北側の新橋通とともに、重要伝統的建造物群保存地区（祇園新橋伝統的建造物群保存地区）として選定されており、昔の情緒が残っている。

## 交差する道路など
- 交差する道路などの特記がないものは市道。

| 交差する道路など 西←<白川通>→東  | 交差する道路など 西←<白川通>→東                | 交差する場所        | 路線番号            |                        |
| -------------------------------- | ---------------------------------------------- | ------------------- | ------------------- | ---------------------- |
| 府道105号岩倉山端線              | 府道105号岩倉山端線                            | 府道105号岩倉山端線 | 府道105号岩倉山端線 | 北 ↑ ∧ 白 川 通 ∨ ↓ 南 |
| <宝ヶ池通］                      |                                                |                     | 府道105号           | 北 ↑ ∧ 白 川 通 ∨ ↓ 南 |
| 高野川                           | 高野川                                         | 花園橋              | 府道105号           | 北 ↑ ∧ 白 川 通 ∨ ↓ 南 |
|                                  | 国道367号 ［鯖街道（若狭街道）> 朽木・大原方面 | 花園橋              | 府道105号           | 北 ↑ ∧ 白 川 通 ∨ ↓ 南 |
| 国道367号                        | 国道367号 ［鯖街道（若狭街道）> 朽木・大原方面 | 花園橋              |                     | 北 ↑ ∧ 白 川 通 ∨ ↓ 南 |
| 国道367号 <川端通］ 烏丸五条方面 | -                                              |                     |                     | 北 ↑ ∧ 白 川 通 ∨ ↓ 南 |
| 国道367号 <川端通］ 烏丸五条方面 | -                                              | -                   |                     | 北 ↑ ∧ 白 川 通 ∨ ↓ 南 |
| 叡山電鉄叡山本線                 | 叡山電鉄叡山本線                               | 山端跨線橋          |                     | 北 ↑ ∧ 白 川 通 ∨ ↓ 南 |
| -                                | 府道104号 ［修学院離宮道>                      |                     |                     | 北 ↑ ∧ 白 川 通 ∨ ↓ 南 |
| -                                | 府道104号 ［修学院離宮道>                      | 府道104号           |                     | 北 ↑ ∧ 白 川 通 ∨ ↓ 南 |
| 音羽川                           | 音羽川                                         | 音羽橋              |                     | 北 ↑ ∧ 白 川 通 ∨ ↓ 南 |
| 府道104号 <修学院離宮道］        |                                                |                     |                     | 北 ↑ ∧ 白 川 通 ∨ ↓ 南 |
| -                                |                                                |                     |                     | 北 ↑ ∧ 白 川 通 ∨ ↓ 南 |
| <北山通］                        | -                                              | 白川通北山          |                     | 北 ↑ ∧ 白 川 通 ∨ ↓ 南 |
| <北泉通］                        | -                                              |                     |                     | 北 ↑ ∧ 白 川 通 ∨ ↓ 南 |
| <曼殊院道>                       |                                                |                     |                     | 北 ↑ ∧ 白 川 通 ∨ ↓ 南 |
| -                                | 府道104号                                      |                     |                     | 北 ↑ ∧ 白 川 通 ∨ ↓ 南 |
| -                                | 府道104号                                      | 府道104号           |                     | 北 ↑ ∧ 白 川 通 ∨ ↓ 南 |
| 市道182号 <北大路通］            | -                                              | 白川通北大路        |                     | 北 ↑ ∧ 白 川 通 ∨ ↓ 南 |
| 市道182号 <北大路通］            | -                                              | 白川通北大路        | 市道182号           | 北 ↑ ∧ 白 川 通 ∨ ↓ 南 |
| <東鞍馬口通］                    | -                                              |                     |                     | 北 ↑ ∧ 白 川 通 ∨ ↓ 南 |
| 府道30号 <御蔭通>                | 府道30号 <御蔭通>                              | 北白川別当          |                     | 北 ↑ ∧ 白 川 通 ∨ ↓ 南 |
| <志賀越道>                       |                                                |                     |                     | 北 ↑ ∧ 白 川 通 ∨ ↓ 南 |
| 琵琶湖疏水（疏水分線）           | 琵琶湖疏水（疏水分線）                         | 浄土寺橋            |                     | 北 ↑ ∧ 白 川 通 ∨ ↓ 南 |
| 府道101号 <今出川通>             | 府道101号 <今出川通>                           | 白川通今出川        |                     | 北 ↑ ∧ 白 川 通 ∨ ↓ 南 |
| 白川                             | 白川                                           | 馬場橋              |                     | 北 ↑ ∧ 白 川 通 ∨ ↓ 南 |
| 白川                             | 白川                                           | 宮の前橋            |                     | 北 ↑ ∧ 白 川 通 ∨ ↓ 南 |
| 市道187号 <丸太町通>             | 市道187号 <丸太町通>                           | 天王町              |                     | 北 ↑ ∧ 白 川 通 ∨ ↓ 南 |
| 白川                             | 白川                                           | 高岸橋              |                     | 北 ↑ ∧ 白 川 通 ∨ ↓ 南 |
| <二条通］                        | -                                              |                     |                     | 北 ↑ ∧ 白 川 通 ∨ ↓ 南 |
| 琵琶湖疏水                       | 琵琶湖疏水                                     | 南禅寺橋            |                     | 北 ↑ ∧ 白 川 通 ∨ ↓ 南 |
| 蹴上インクライン                 |                                                | 南禅寺橋            |                     | 北 ↑ ∧ 白 川 通 ∨ ↓ 南 |
| <仁王門通>                       | 市道182号 <仁王門通>                           | 南禅寺前            |                     | 北 ↑ ∧ 白 川 通 ∨ ↓ 南 |
| <仁王門通>                       | 市道182号 <仁王門通>                           | 南禅寺前            |                     | 北 ↑ ∧ 白 川 通 ∨ ↓ 南 |